# Соболевський Віталій Романович
Віталій Рома́нович Соболевський (нар. 21 лютого 1980, Львів, Україна) — український кіно продюсер, креативний директор, бізнесмен. Член Української кіноакадемії.

## Біографія
Віталій Соболевський народився і виріс у Львові. Здобув вищу освіту за спеціальністю «Фінанси» у Львівському інституті банківської справи.
У 2007 році Соболевський засновує компанію VitaminBrandingAgency, а у 2013 відеопродакшн компанію VitaminFilmStudio.
У 2015 році знайомиться з українським режисером Любомиром Левицьким на зйомках кінотрейлеру до фільму Егрегор, виробництвом якого займалась компанія VitaminFilmStudio.
У 2016 році дебютував як кінопродюсер фільму Любомира Левицького «#Selfieparty», який зайняв третє місце за підсумками зборів першого прокатного вікенду та знаходився в прокаті 7 тижнів, зайнявши 5-те місце за підсумками бокс-офісу серед українських релізів за 25 років сучасного вітчизняного кінопрокату.
Соболевський виступив співпродюсером та виконавчим продюсером фільму, а виробництвом займалась відеопродакшн компанія VitaminFilmStudio.

## Фільмографія
| Рік  | Назва українською | Роль                              | Режисер           | Країна  |
| ---- | ----------------- | --------------------------------- | ----------------- | ------- |
| 2016 | #Selfieparty      | співпродюсер, виконавчий продюсер | Любомир Левицький | Україна |